# Myrmeleon atlas
Myrmeleon atlas är en insektsart som beskrevs av Banks 1911. Myrmeleon atlas ingår i släktet Myrmeleon och familjen myrlejonsländor. Inga underarter finns listade i Catalogue of Life.